# Procalyptis
Procalyptis là một chi bướm đêm thuộc phân họ Tortricinae của họ Tortricidae.

## Các loài
- Procalyptis albanyensis Strand, 1924
- Procalyptis oncota Meyrick, 1910
- Procalyptis parooptera (Turner, 1925)